# Balázs Pál (labdarúgó)
Balázs Pál (Balassagyarmat, 1919. február 1. – 2010. június) labdarúgó, nemzeti labdarúgó-játékvezető. Beceneve: Cigi, annak ellenére, hogy sohasem cigarettázott. Egyéb foglalkozása: nyomdász- és könyvkötő.

## Pályafutása
A  húszas évek végén a helyi cserkészcsapatban kezdett futballozni. A család Vácra költözött, ahol a Váci Remény NB II-es csapatban rúgta a labdát. A tehetséges jobbszélsőre az újpestiek is felfigyeltek, de a villámgyors fiatalember végül 1938–1948 között a Salgótarjáni BTC NB I-es csapatát erősítette.  Első élvonalbeli gólját 1941. március 9-én hazai pályán vágta be a kispestiek hálójába. 108 mérkőzésen 55 gólt szerzett, ezzel a teljesítménnyel ma is a legjobbak között található az SBTC örök-góllövőlistáján Szakmai felkészültségét elismerve a gólerős támadó bekerült a B-válogatottba, amelynek színeiben 1940 nyarán az anyaországhoz visszatérő Kolozsvárt ünnepelték, amikor a mérkőzés hevében súlyos térdsérülést szenvedett. Az utolsó NB I-es meccsét 1948. október 17-én balszélsőként játszotta.
| Időpont             | Helyszín                           | Mérkőzés típusa          | Mérkőzés                      | Eredmény |
| ------------------- | ---------------------------------- | ------------------------ | ----------------------------- | -------- |
| 1940. augusztus 25. | Szállás utcai sporttelep, Budapest | első NB I-es mérkőzése   | Törekvés SE–Salgótarjáni BTC  | 0 – 2    |
| 1948. október 17.   | Városi Stadion, Tatabánya          | utolsó NB I-es mérkőzése | FC Tatabánya–Salgótarjáni BTC | 2 – 1    |

Játékvezetésből 1945-ben Salgótarjánban a Játékvezetői Tanács  előtt vizsgázott. Az Észak-magyarországi Labdarúgó Alszövetség (ÉLASz) által üzemeltetett bajnokságokban tevékenykedett. Mérkőzésvezetőként a megyei I. osztályban tevékenykedett. Működési idején a megyei bajnokságok jelentették a harmadosztályt. Küldési gyakorlat szerint rendszeres partbírói szolgálatot is végzett. A nemzeti játékvezetéstől 1981-ben visszavonult. 1984-ben 65 évesen egy hazai NB II-es mérkőzésen szükségpartjelzőként sem vallott szégyent.
A labdarúgástól való visszavonulása után edzősködött a Nagybátony, a Síküveggyár, a Kazár, a Salgótarjáni Dózsa csapatánál, de a szakmunkásképző gárdájával is szép sikereket ért el. A Nógrád megyei Labdarúgó-szövetség JB sikeres bírói pályafutását aranysíppal jutalmazta.

## Külső hivatkozások
- Balázs Pál. googleusercontent.com. [2010. augusztus 15-i dátummal az eredetiből archiválva]. (Hozzáférés: 2011. június 3.)
- Sulyok László: Cigi. Emlékek és dokumentumok a 87 éves Balázs Pál életéből; Nógrádi Média, Salgótarján, 2006